# Étang d'Alate
L'étang d'Alate est un lac naturel de montagne, situé dans le massif des Pyrénées françaises dans le département de l'Ariège, en région Occitanie, à 1 868 mètres d’altitude. Il se situe à l'extrémité ouest du vallon de Saleix dans la vallée de Vicdessos, au sud du port de Saleix (1 794 m) qui donne accès au Couserans et à Aulus-les-Bains.

## Géographie

### Topographie
L'étang d'Alate se trouve sur la vaste commune d'Auzat, dans la vallée de Vicdessos.
Il est niché dans un massif granitique, au pied du mont Garias (2 006 mètres), sur le sentier de grande randonnée 10. 
À proximité, au sud-est, se trouvent l'ensemble lacustre des étangs de Bassiès et le refuge gardé de Bassiès.
L’étang d'Alate est dans le périmètre du parc naturel régional des Pyrénées ariégeoises.

## Faune
D’une superficie d’environ 2,0 hectares, on y observe des truites fario.

## Voie d’accès et randonnées
C'est un objectif de randonnée apprécié :
- Accès ouest : il faut compter entre une et deux heures de marche pour atteindre l'étang d'Alate, en partant du lieu-dit « Plateau de Coumebière » (1 399 m), sur la route D81 qui mène d'Aulus-les-Bains au col d'Agnes.
- Accès est : depuis le hameau de Saleix, l'itinéraire par le col de la Crouzette et le port de Saleix nécessite environ 4 heures de marche.

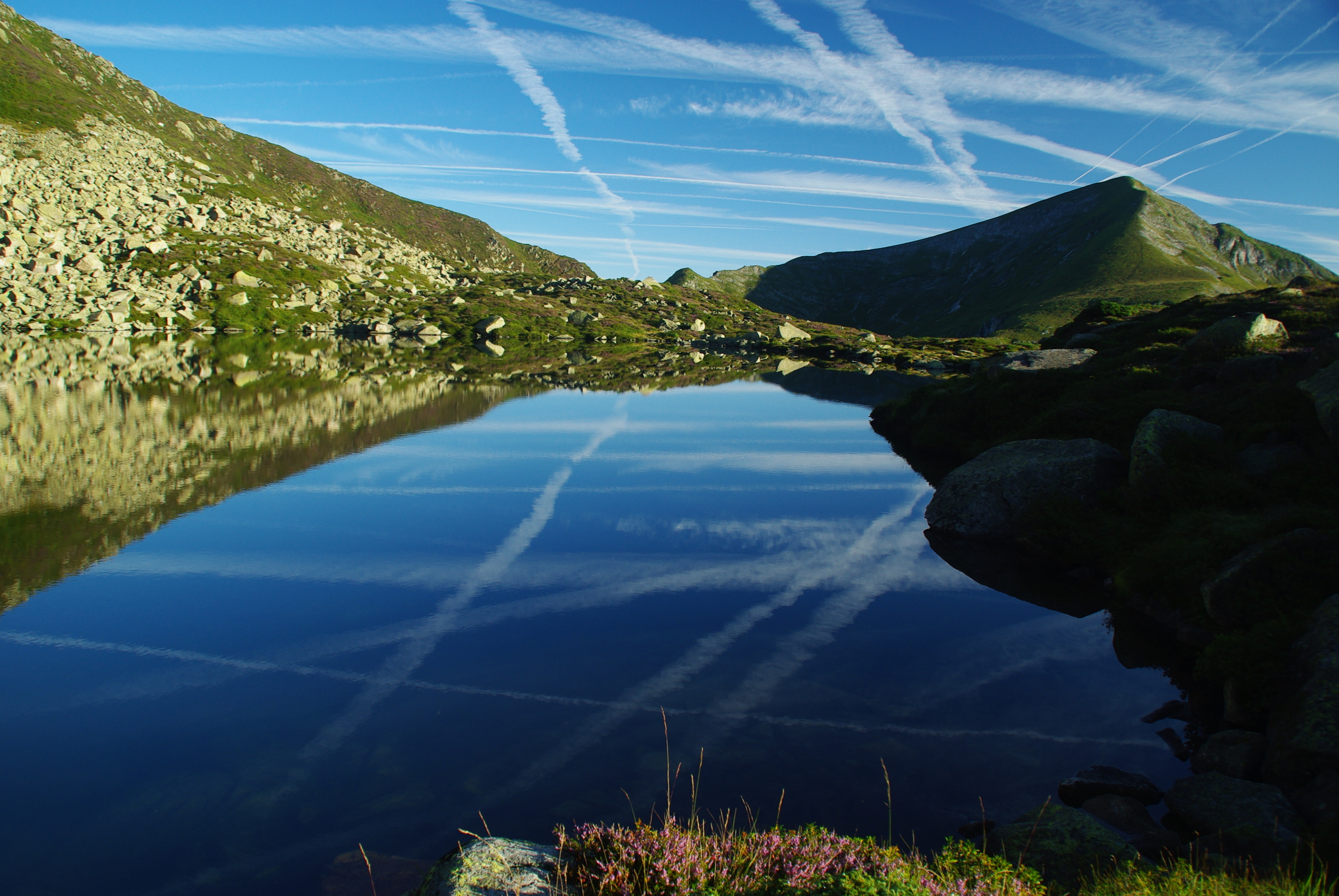
Au-delà du lac, s'élève le mont Ceint ou pic de Girantès (2088 m).
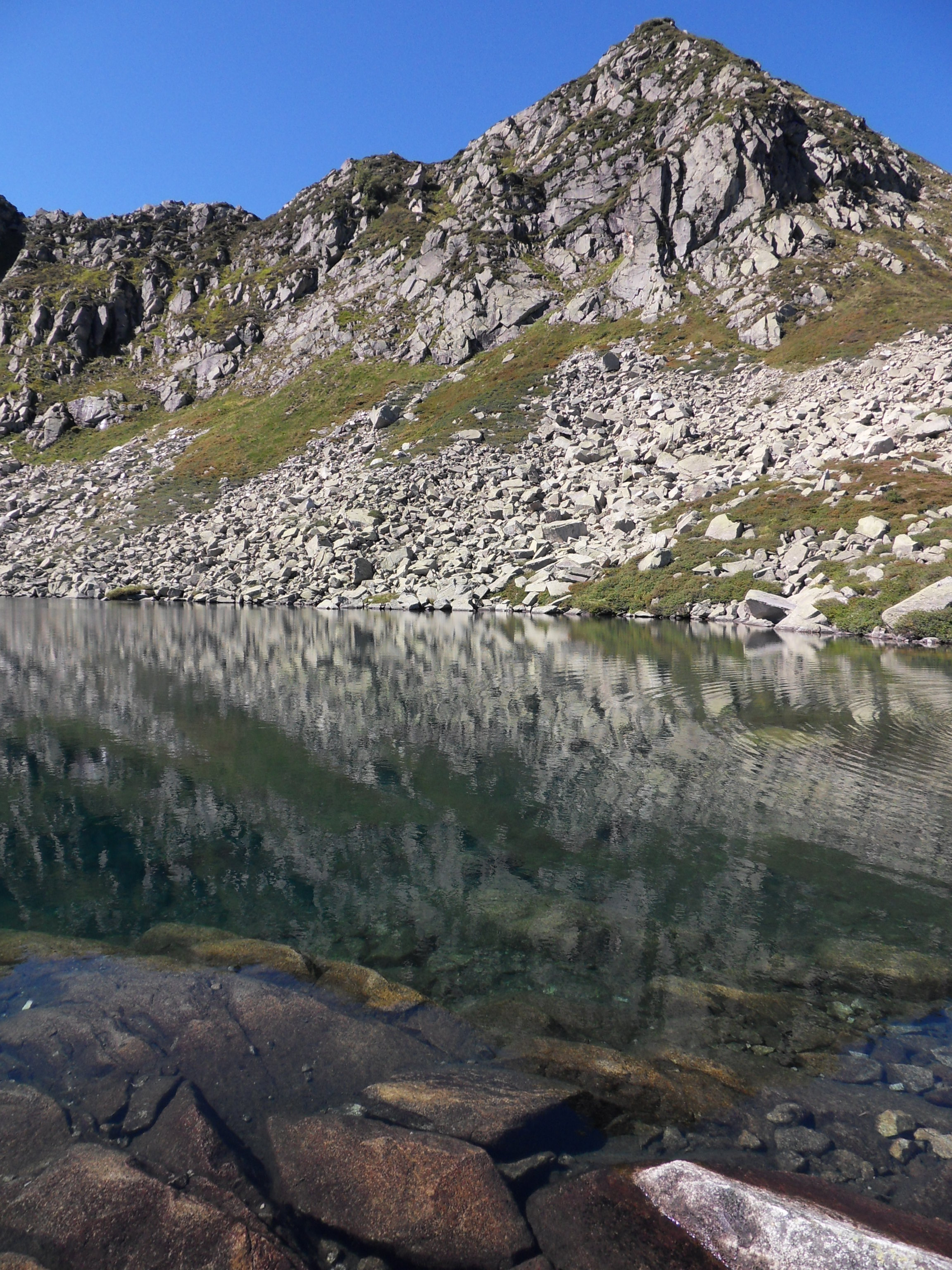
L'étang d'Alate, au pied de la face est granitique du mont Garias (2 006 mètres).
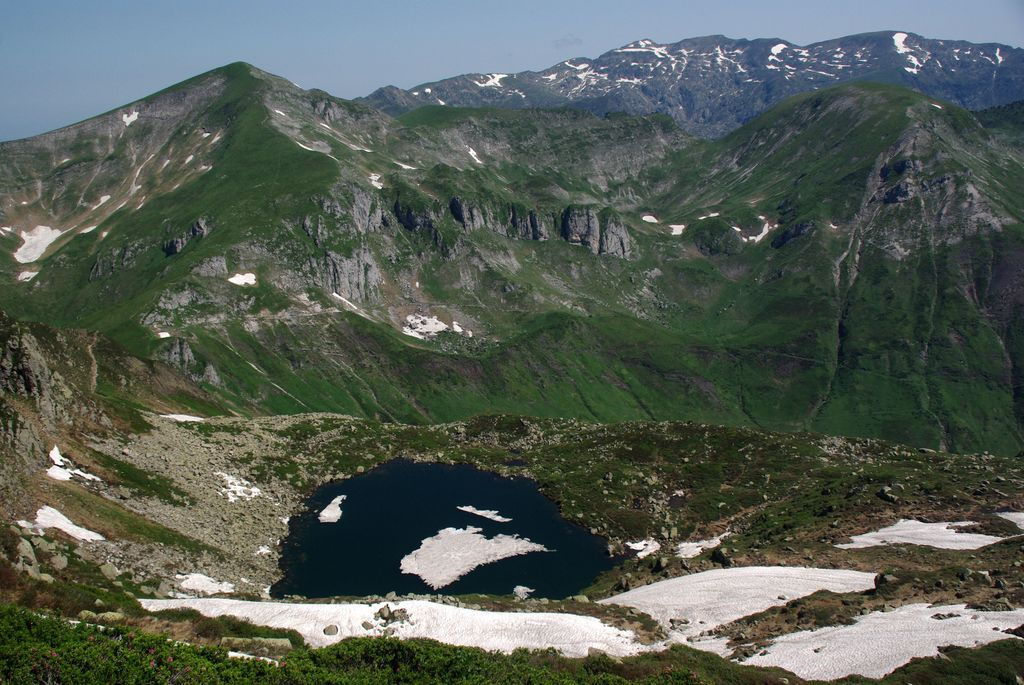
Du Cabanatous (2053 m), vue plongeante sur l'étang d'Alate.